# Рединг, Теодор фон
Теодор фон Ре́динг (нем. Theodor von Reding), также Теодор Рединг фон Биберегг (Theodor Reding von Biberegg; 3 июля 1755, Швиц — 23 апреля 1809, Таррагона) — швейцарский генерал времён Наполеоновских войн, состоявший на службе Испании. Герой Пиренейских войн. Брат швейцарского политика Алоиса фон Рединга. Поступил на службу в испанскую армию в возрасте 16 лет.
В 1806—1808 годах занимал должность губернатора Малаги.
В июле 1808 года сыграл решающую роль в битве при Байлене, находясь в звании генерал-лейтенанта под командованием Франсиско Хавьера Кастаньоса, разрушив миф о непобедимости французской армии. Позднее был направлен на службу в Каталонию и был назначен губернатором Таррагоны и генерал-капитаном Каталонии. Участвовал в нескольких битвах против наступающих войск наполеоновского генерала Лорана де Гувиона Сен-Сира.
Умер от последствий ранений. Похоронен в Таррагоне. В Малаге именем швейцарского генерала назван бульвар.